# Manuel Amunátegui Aldunate
Manuel Amunátegui Aldunate (Santiago, 19 de junio de 1835 - Santiago, 9 de mayo de 1892) fue un abogado y político chileno.

## Biografía

### Familia y primeros años
Nació en Santiago de Chile, el 19 de junio de 1835, hijo del exdiputado, José Domingo Amunátegui Muñoz y su esposa Carmen Aldunate Irarrázaval. Dentro de sus familiares se encontraba sus hermanos, los exdiputados propietarios, Miguel Luis y Gregorio Amunátegui Aldunate.
Se casó con Guillermina Valdés Lecaros y tuvieron cuatro hijos.

### Estudios y vida laboral
Se recibió de abogado, el 28 de junio de 1859 y ejerció su profesión en Santiago, pero sin gran continuidad, porque sirvió algunos puestos públicos. En 1862 fue nombrado profesor de gramática castellana e historia antigua, griega y romana, en la Escuela Militar; en 1864 fue nombrado jefe de sección del Ministerio de Justicia y en 1871 ascendió a oficial mayor, subsecretario, del mismo; jefe de sección del ministerio mencionado, en 1874. En 1870 fue catedrático de Código de Comercio de la Universidad. En 1873 desempeñó la gerencia del Banco Inmobiliario y al año siguiente fue nombrado juez de Comercio de Santiago, en 1874; abogado de la Corte de Apelaciones de Santiago entre 1876 y 1877; ministro integrante de la Corte de Apelaciones, en 1876.
En 1878 fue enviado a Europa en comisión especial para estudiar los mejores textos de enseñanza. Regresó, y formó parte de la comisión Revisora del Código de Enjuiciamiento Criminal. Desempeñó la rectoría del Instituto Nacional desde el 2 de abril de 1880 hasta el 27 de octubre de 1886; y formó parte del consejo de Instrucción Pública. Fue también secretario de la Escuela de Leyes de la Universidad de Chile.
Durante el ejercicio de sus variadas actividades laborales, colaboró con la prensa y escribió y/o tradujo algunos libros interesantes; corrigió, anotó y publicó una nueva edición del Código Civil y alcanzó a redactar algunos comentarios del Código de Comercio. Tradujo algunas obras célebres, para el servicio de las bibliotecas populares.

## Trayectoria política
Fue elegido diputado suplente por Lontué, durante el período 1867-1870; y también fue elegido suplente por Llanquihue y Osorno. En su periodo legislativo integró la Comisión Permanente de Constitución, Legislación y Justicia. Se incorporó en propiedad por Llanquihue y Osorno, en reemplazo de Benjamín Vicuña Mackenna, que, electo propietario por éste y por Valdivia, optó por esta última representación.
Fue elegido diputado propietario por Ovalle, por el período 1870-1873. Integró la Comisión Permanente de Constitución, Legislación y Justicia. Participó en el Congreso Constituyente de 1870, cuyo objetivo fue reformas a la Carta Fundamental de 1833.
Resultó electo diputado propietario por San Fernando, por el período 1879-1882. Fue diputado reemplazante en las Comisiones Permanentes de Constitución, Legislación y Justicia.
Es electo senador suplente por Ñuble, por el período 1888-1894; reemplazó a Domingo Santa María González, quien falleció en julio de 1889. Se incorporó al Senado el 23 de julio de 1888; fue vicepresidente del Senado el 11 de enero al 3 de junio de 1892. Integró la Comisión Permanente de Constitución, Legislación y Justicia; y la de Educación y Beneficencia. Falleció en el cargo en mayo de 1892. Firmó como senador, el acta de deposición de José Manuel Balmaceda, en 1891.
Murió en su ciudad natal (Santiago), el 9 de mayo de 1892.